# Malene Kejlstrup
Malene Kejlstrup Sørensen (* 6. Juni 2002 in Randers) ist eine dänische Radrennfahrerin, die im BMX-Rennsport aktiv ist.

## Sportlicher Werdegang
Kejlstrup kam zum Sport durch ihren Vater Mikael, der im Verein Randers BMX eine leitende Funktion hatte. In ihrer Jugend sowie 2019 und 2020 als Juniorin wurde sie siebenmal dänische Meisterin. Auch 2021, als sie erstmals in der Elite startete, gewann sie den Titel.
2022 startete Kejlstrup hauptsächlich in der U23-Kategorie, die in jenem Jahr vollwertig im BMX-Rennsport eingeführt worden war. Sie gewann dort die dänischen Meisterschaften, die Europameisterschaften und wurde schließlich bei den Weltmeisterschaften 2022 in Nantes erste U23-Weltmeisterin der BMX-Geschichte. Bei den dänischen Meisterschaften hatte sie Dorte Balle geschlagen, die aufgrund der getrennten Wertungen dennoch als Elite-Meisterin galt. Gegen Ende der Saison hatte Kejlstrup einen schweren Trainingsunfall, bei dem sie sich beide Ellenbogen brach. Zum Jahresende erhielt sie den dänischen Nachwuchs-Sportpreis Årets Fund.
2023 kam sie gestärkt zurück, gewann die dänischen Meisterschaften in der Elite, wurde Zweite bei den Europameisterschaften und gewann im Europacup vier Läufe sowie die Gesamtwertung. Im BMX-Weltcup 2023 stand sie beim Lauf von Papendal erstmals im Finale. Sie vertrat Dänemark im olympischen BMX-Rennen 2024, wo sie im Halbfinale ausschied.

## Erfolge
2019
 Dänische Meisterin (Junioren)
2020
 Dänische Meisterin (Junioren)
2021
 Dänische Meisterin
2022
 Weltmeisterin (U23)
 Europameisterin (U23)
 Dänische Meisterin (U23)
ein Weltcup-Sieg (U23)
zwei Europacup-Siege
2023
 Dänische Meisterin
 Europameisterschaften
Gesamtwertung und vier Siege im Europacup
2024
 Dänische Meisterin
drei Siege im Europacup